# Spelen van de Zeven Weeën
De Spelen van de Zeven Weeën vormden een cyclus van Mariaspelen rond de zeven smarten van Maria, georganiseerd door de Broederschap van Onze-Lieve-Vrouw van de Zeven Weeën. Het eerste spel werd in 1508 in Brussel opgevoerd. Vanaf 1515 werd de cyclus opnieuw opgevoerd. De spelen zijn niet overgeleverd, maar in verschillende bronnen wordt naar de opvoeringen verwezen.
In zijn Latijnse geschiedenis van de devotie voor Onze Lieve Vrouw van de Zeven Weeën uit 1519 schrijft Jan van Coudenberge dat de rederijkers Jan Smeken en Johannes Pertcheval de Zeven Weeën van Onze Lieve Vrouw in Brussel op de planken brachten en dat daarbij ook twee duivelse personages een rol speelden, Malorum Incitator en Bonorum Impeditor. Die twee personages werden door onderzoekers ook herkend in het Spel vanden heilighen sacramente vander Nyeuwervaert dat inderdaad aan Jan Smeken wordt toegeschreven. Daar heten ze Sondich Becoren en Belet van Deughden.
Van Coudenberge geeft geen datum voor de Brusselse toneelcyclus, al werd in het onderzoek 1497 naar voren geschoven. Uit het rekeningenboek van de Brusselse broederschap van Onze Lieve Vrouw van de Zeven Weeën blijkt echter dat de spelen later zijn te dateren. Vanaf 1508 wordt in het rekeningenboek bijna jaarlijks melding gemaakt van Onser Vrouwen Spel, meestal met een aparte rubriek die een hele pagina beslaat. Betalingen voor het dichten van deze spelen zijn er jaarlijks van 1508 tot en met 1513. Het gaat dus om een reeks van minstens zes nieuwe Mariaspelen die werden opgevoerd in de context van de processie van O.L.V. van de Zeven Weeën. In 1514 zal nog een zevende Mariaspel zijn geschreven en opgevoerd aangezien er zeven smarten tot leven werden gewekt. De cyclus, die vanaf 1515 opnieuw werd opgevoerd, vormde een tegenhanger de Brusselse Bliscappen uit het midden van de vijftiende eeuw. Die cyclus werd tot ver in de zestiende eeuw nog opgevoerd in Brussel.
Het rekeningenboek vermeldt de Brusselse stadsdichter Jan Smeken twee keer expliciet als auteur van een Mariaspel met pro- en epiloog, namelijk in 1510 en 1511. De naam van Johannes Pertcheval wordt niet genoemd. Daardoor blijft onduidelijk welke rol Pertcheval precies speelde bij de opvoering van de cyclus. Samen met andere leden van de Brusselse rederijkerskamer De Lelie hadden Smeken en Pertcheval in 1499 de broederschap opgericht die de devotie voor O.L.V. van de Zeven Weeën wilde bevorderen. De opvoering van de toneelcyclus was een van de manieren om hun doel te bereiken.
Merkwaardig is dat de rol van Maria in 1516 werd gespeeld door een vrouw, Claerke Goelens. Blijkbaar was ze een bekende actrice, want ze kreeg een hoger loon dan de mannelijke acteurs en ze was ook al vermeld in de stadsrekeningen van 1503.